# Matsasjö
Matsasjö är en sjö i Osby kommun och Älmhults kommun i Småland och ingår i Helge ås huvudavrinningsområde. Sjön har en area på 0,248 kvadratkilometer och ligger 137,4 meter över havet. Sjön avvattnas av vattendraget Krusån.

## Delavrinningsområde
Matsasjö ingår i det delavrinningsområde (625545-138715) som SMHI kallar för Mynnar i Driveån. Medelhöjden är 128 meter över havet och ytan är 47,37 kvadratkilometer. Det finns inga avrinningsområden uppströms utan avrinningsområdet är högsta punkten. Krusån som avvattnar avrinningsområdet har biflödesordning 3, vilket innebär att vattnet flödar genom totalt 3 vattendrag innan det når havet efter 84 kilometer. Avrinningsområdet består mestadels av skog (75 procent). Avrinningsområdet har 1,02 kvadratkilometer vattenytor vilket ger det en sjöprocent på 2,2 procent. Bebyggelsen i området täcker en yta av 1,43 kvadratkilometer eller 3 procent av avrinningsområdet.